# 鯰江町
鯰江町（なまずえちょう）は、大阪府東成郡にあった町。現在の大阪市城東区の一部にあたる。
なお、前身となる鯰江村の当初の範囲は、現在の大阪市都島区の一部を含んでいた。

## 地理
- 鯰江川、寝屋川

## 歴史
- 1704年（宝永元年） - 東成郡新喜多新田、布屋新田が開発される。
- 1889年（明治22年）4月1日 - 町村制施行により、東成郡今福村、蒲生村、新喜多新田、布屋新田が合併して鯰江村が発足。大字今福に村役場を設置。
- 1897年（明治30年）4月1日 - 大阪市第一次市域拡張により、大字蒲生、新喜多新田のそれぞれ城東線（現・大阪環状線）以西が大阪市に編入され、北区鯰江大字蒲生、新喜多新田となる。同時に東成郡野田村の一部を編入し、今福、蒲生、新喜多新田、布屋新田、野田の5大字となる。
- 1900年（明治33年） - 北区鯰江大字蒲生、新喜多新田が新喜多町に改称。
- 1910年（明治43年）9月1日 - 町制を施行して、東成郡鯰江町となる。同時に大字野田を蒲生に編入し、新喜多新田、布屋新田を新喜多、布屋に改称。
- 1925年（大正14年）4月1日 - 大阪市第二次市域拡張により、東成郡鯰江町の全域が大阪市に編入され、東成区今福町、蒲生町、新喜多町、布屋町となる。
- 1932年（昭和7年）10月1日 - 分区により、東成区から旭区に転属。
- 1943年（昭和18年）4月1日 - 分区により、旭区から城東区に転属。同時に北区新喜多町は北区から都島区に転属。

## 交通

### 鉄道路線
- 京阪電気鉄道
  - 京阪本線
    - 蒲生駅

現在は上記の他にOsaka Metro長堀鶴見緑地線の蒲生四丁目駅、今福鶴見駅が所在するが、当時は未開業。なお、蒲生駅は移転の上、京橋駅に改称されている。